# Thomas Briels
Thomas Briels (Wilrijk, 23 augustus 1987) is een Belgisch hockeyspeler.

## Levensloop
In zijn jeugdjaren speelde Briels bij KHC Dragons. In 2008 tekende hij een contract bij het Nederlandse Oranje Zwart. Thomas Briels speelde zeven seizoenen voor Oranje Zwart. Hij won er twee landskampioenschappen (2014 en 2015) en één keer de Euro Hockey League. Per seizoen 2015-2016 keerde Briels terug bij KHC Dragons, alwaar hij twee seizoenen actief bleef alvorens zijn rentree te maken in de Nederlandse competitie bij Oranje-Rood.
Daarnaast was Briels actief bij de Red Lions. In totaal verzamelde hij 359 caps. In 2008 kon hij zich met de Red Lions plaatsen voor de Olympische Spelen waar ze als negende zouden eindigen. Op de Olympische Spelen van London in 2012 werd daar een vervolg aan gegeven met een 5e plaats voor de Red Lions. In Rio de Janeiro haalden ze zelfs zilver tijdens het hockey op de Olympische Zomerspelen 2016. Uiteindelijk wisten de Red Lions goud te behalen op de Olympische Zomerspelen van 2020 in Tokio.
Ook behaalde hij goud op het wereldkampioenschap van 2018 en het Europees kampioenschap van 2019. Op het EK won hij ook eenmaal zilver (2017) en eenmaal brons (2021). In september 2021 gaf hij aan te stoppen als international.
Briels is lid van verdienste van Oranje Zwart.